# Nordic Storm
Nordic Storm ist ein American-Football-Team aus der dänischen Hauptstadt Kopenhagen. Die Mannschaft startet 2025 in die European League of Football (ELF).
Das Team sieht sich als Vertretung der gesamten Öresundregion, die neben Kopenhagen auch das benachbarte schwedische Malmö umfasst. Für Storm gilt neben Dänemark auch Schweden als Homegrown Area. Das heißt, dass das Team unbegrenzt Spieler verpflichten kann, die in Dänemark oder in Schweden ausgebildet wurden, während der Einsatz von Spielern aus anderen Ländern begrenzt ist.
Die Mannschaft spielt im Gladsaxe Stadion in Søborg, einem Vorort von Kopenhagen. Das Stadion hat eine Zuschauerkapazität von 13.507 Plätzen, von denen etwa 8.000 überdacht sind.

## Geschichte
Im Juli 2022 begann Randy Schroeder, für eine ELF-Franchise in Kopenhagen zu werben. Schroeder war zuvor Quarterback beim ELF-Team Stuttgart Surge. 2018 und 2021 hatte er mit den Copenhagen Towers die dänische Meisterschaft gewonnen. Parallel dazu begann eine Gruppe von dänischen Geschäftsleuten an einer ELF-Franchise zu arbeiten. Die beiden Gruppen fanden schließlich zusammen und im Sommer 2024 gründete Michael Planeta, früherer Vorstand des Dänischen American-Football-Verbands (DAFF), die Nordic Storm ApS.  Am 21. September 2024, am Vortag des ELF-Finals 2024, wurde Nordic Storm als Expansionsteams für die Saison 2025 vorgestellt. 
Erster Vorstandsvorsitzender des Franchises war Palle Navntoft Christensen, ehemals im Vorstand des DAFF und der Copenhagen Towers und Vater von Joachim Christensen, der zwischen 2021 und 2023 in der ELF gespielt hatte. Weiterhin sind Jakob Munksgaard, ehemaliger Vorsitzender der Copenhagen Towers, Peter Friis, ehemaliger DAFF-Vorsitzender und ehemaliger Vorsitzender der Aarhus Tigers sowie Randy Schroeder am Aufbau von Nordic Storm beteiligt.
Ende Juni 2025 übernahm der Däne Bjorn Stadil den Posten als General Manager.

### Saison 2025
Im Oktober 2024 gab Nordic Storm bekannt John Shoop für zwei Jahre als Head Coach verpflichtet zu haben. Shoop war zuvor als Senior Offensive Assistant und Quarterbacks Coach für Rhein Fire tätig. Ebenfalls von Rhein Fire übernommen wurden als erste Spielerverpflichtungen Quarterback Jadrian Clark, ELF Most Valuable Player (MVP) 2024, sowie Runningback Glen Toonga, ELF MVP 2023. Erste dänische Spielerverpflichtung war Joachim Christensen, nachdem dieser 2023 seine Karriere bereits für beendet erklärt hatte. Erste schwedische Spielerverpflichtung war Ludvig Myrén, der zuvor drei Jahre für Berlin Thunder gespielt hatte.
Nordic Storm wurde für die Saison 2025 in die North Division eingeteilt, in der sie auf die Hamburg Sea Devils, Berlin Thunder sowie den amtierenden ELF-Meister Rhein Fire treffen. Zusätzlich stehen Inter-Divisional-Games gegen die Helvetic Mercenaries, Wroclaw Panthers und Frankfurt Galaxy an.

## Statistik

### Platzierungen
| Saison | Conf./Div. | Platz | Spiele | S | N | SQ | P+ | P− | Diff | Conf | Serie | Postseason | Zuschauer Ø |
| ------ | ---------- | ----- | ------ | - | - | -- | -- | -- | ---- | ---- | ----- | ---------- | ----------- |
| 2025   | North      |       |        |   |   |    |    |    |      |      |       |            |             |
| Summe  |            |       |        |   |   |    |    |    |      |      |       |            |             |

### Direkter Vergleich
| Gegner               | erste Begegnung | Regular Season | Regular Season | Regular Season | Regular Season | Regular Season | Regular Season | Regular Season | Play-offs | Play-offs | Play-offs | Play-offs | Play-offs | Höchster Sieg | Höchste Niederlage |
| Gegner               | erste Begegnung | Sp             | S              | N              | SQ             | P+             | P−             | Diff           | S         | N         | P+        | P−        | Diff      | Höchster Sieg | Höchste Niederlage |
| -------------------- | --------------- | -------------- | -------------- | -------------- | -------------- | -------------- | -------------- | -------------- | --------- | --------- | --------- | --------- | --------- | ------------- | ------------------ |
| Berlin Thunder       | 2025            | 2              | 2              | 0              | 1,000          | 88             | 35             | +53            |           |           |           |           |           | 35:00 (2025)  | –                  |
| Frankfurt Galaxy     | 2025            | 2              | 1              | 1              | 0,500          | 55             | 35             | +20            |           |           |           |           |           | 35:00 (2025)  | 20:35 (2025)       |
| Hamburg Sea Devils   | 2025            | 2              | 2              | 0              | 1,000          | 67             | 28             | +39            |           |           |           |           |           | 40:70 (2025)  | –                  |
| Helvetic Mercenaries | 2025            | 2              | 2              | 0              | 1,000          | 91             | 12             | +79            |           |           |           |           |           | 56:12 (2025)  | −                  |
| Panthers Wrocław     | 2025            | 2              | 2              | 0              | 1,000          | 87             | 40             | +47            |           |           |           |           |           | 47:19 (2025)  | –                  |
| Rhein Fire           | 2025            | 2              | 1              | 1              | 0,500          | 44             | 51             | 0-7            |           |           |           |           |           | 25:24 (2025)  | 19:27 (2025)       |

Stand: 17. August 2025
Legende:
| Spiele       | Siege              | Niederlagen           |
| SQ Siegquote | P+ gemachte Punkte | P− gegnerische Punkte |